# Discografia de Chaka Khan

## Álbuns de estúdio
- 1978: Chaka
- 1980: Naughty
- 1981: What Cha' Gonna Do for Me
- 1982: Chaka Khan
- 1984: I Feel For You
- 1986: Destiny
- 1988: Ck
- 1992: The Woman I AM
- 1998: Come 2 My House
- 2004: ClassiKhan
- 2007: Funk This